# Strevi (Wein)
Strevi DOC ist die Bezeichnung für einen italienischen Dessertwein, der auf dem Gemeindegebiet von Strevi in der Provinz Alessandria, Region Piemont, erzeugt wird. Das Gebiet hat seit 2005 eine „kontrollierte Herkunftsbezeichnung“ (Denominazione di origine controllata – DOC), die zuletzt am 7. März 2014 aktualisiert wurde.

## Anbau
Nur auf dem Gemeindegebiet von Strevi dürfen die Reben angebaut werden. Die Vinifikation, die Reifung und die Abfüllung dürfen auch in den Nachbargemeinden Acqui Terme, Cassine, Morsasco, Orsara Bormida, Ricaldone, Rivalta Bormida, Visone erfolgen.

## Erzeugung
Strevi DOC steht für einen Weißwein, der ausschließlich in der Passito-Art ausgebaut wird. Der Wein wird zu 100 % aus der Rebsorte Moscato bianco erzeugt.

## Beschreibung
Laut Denomination (Auszug):
- Farbe: mehr oder weniger intensives goldgelb, bisweilen mit bernsteinfarbenen Reflexen
- Geruch: kräftig und charakteristisch
- Geschmack: süß, harmonisch, charakteristisch, manchmal mit einer Dominanz von reifen Früchten
- Alkoholgehalt: insgesamt mindestens 20,0 Vol.-%, mindestens 12,5 Vol.-% effektiver Alkoholgehalt
- Säuregehalt: mind. 4,5 g/l
- Trockenextrakt: mind. 26,0 g/l